# Ален Жупе
Ален Жупе (на френски: Alain Juppé) е френски десен политик, деятел на партия Обединение в поддъжка на Републиката, а по-късно на Съюз за президентско мнозинство на френски: Union pour la majorité présidentielle, министър-председател на Франция от 1995 до 1997 година, понастоящем изпълняващ длъжността кмет на град Бордо.
От 18 май до 18 юли 2007 г. е министър на държавната администрация и министър на околната среда, но след като губи изборите в своя окръг (избори за държавен глава през 2007), подава оставка.
Жупе е наричан с прозвището „ходещият компютър“, заради своите блестящи математически способности.
Започва да гради политическа кариера през 1976 година, в качеството на спийчрайтър на Жак Ширак. По-късно е помощник на Ширак по финансовите въпроси.
В периода 1993 – 1995 е министър на външните работи в кабинета на Едуар Баладюр. От 1995 до 1997 е министър-председател на първото правителство, формирано при президента на Петата република Жак Ширак. След победата на социалистите на парламентарните избори, подава оставка. От 1995 до 2004 г. е кмет на град Бордо (като съвместява поста министър-председател и кмет едновременно). Първи председател на Съюз за президентско мнозинство във Франция (2002 – 2004).

## Корупционен скандал
През 2004 г. Жупе е обвинен в разхищение на държавни средства, по времето на неговото правителство (става дума за харчене на пари от парижкото кметство, за финансиране на партията „Съюз за президентско мнозинство“), даден е на съд, получава 6-месечна условна присъда, отнемане на граждански права за 5 години и забрана да участва в изборни органи за 10 години.
По-късно тези срокове са намалени. Като следствие на скандала Жупе напуска поста кмет на Бордо и председател на управляващата партия, пост, който от него поема Никола Саркози.
1. ↑  www.workwithdata.com //   Посетен на 15 октомври 2024 г.